# Ghusman Qyrghysbajew
Ghusman Danijaruly Qyrghysbajew (kasachisch Ғұсман Даниярұлы Қырғызбаев; * 28. September 1992 in Almaty) ist ein kasachischer Judoka, der 2021 Weltmeisterschaftszweiter und 2024 Olympiadritter wurde.

## Sportliche Karriere
Qyrghysbajew kämpft im Superleichtgewicht, der Gewichtsklasse bis 60 Kilogramm. 2016 gewann er bei den Militärweltmeisterschaften. Im Jahr darauf gewann er in Antalya sein erstes Grand-Prix-Turnier. Bei den Weltmeisterschaften 2017 in Budapest unterlag er im Viertelfinale dem Tschechen Pavel Petřikov und belegte den siebten Platz. Im Jahr darauf schied er bei den Weltmeisterschaften in Baku im Achtelfinale gegen den Brasilianer Eric Takabatake aus.
2019 unterlag er im Viertelfinale der Asienmeisterschaften dem Japaner Genki Koga. Mit Siegen über den Mongolen Unubold Lkhagvajamts und den Usbeken Sharofiddin Lutfullayev erkämpfte Qyrghysbajew eine Bronzemedaille. Vier Monate später traf er im Halbfinale der Weltmeisterschaften in Tokio erneut auf Lutfullayev und verlor. Im Kampf um Bronze unterlag er seinem Landsmann Jeldos Smetow. Zwei Monate nach den Weltmeisterschaften gewann Qyrghysbajew das Grand-Slam-Turnier in Abu Dhabi mit einem Finalsieg über den Franzosen Walide Khyar.
Bei den Weltmeisterschaften 2021 in Budapest bezwang Qyrghysbajew im Viertelfinale Unubold Lkhagvajamts und im Halbfinale Walide Khyar. Im Finale unterlag er dem Russen Jago Abuladse. Bei den Olympischen Spielen 2024 in Paris gewann er die Bronzemedaille.